# Tachyporus pulchellus
Tachyporus pulchellus är en skalbaggsart som beskrevs av Mannerheim 1843. Tachyporus pulchellus ingår i släktet Tachyporus, och familjen kortvingar. Arten är reproducerande i Sverige.